# Dajti
Dajti (albanska: Mali i Dajtit eller Dajti och Dajt) är ett berg i Krujakedjan i centrala Albanien strax öster (cirka 26 kilometer) om landets huvudstad Tirana. Dajtis högsta topp når 1 613 meter över havet. Vintertid är Dajti ofta snötäckt och är ett populärt resmål för huvudsakligen Tiranabor som sällan upplever snöfall. Berget bildar nationalparken Dajti (albanska: Parku Kombëtar Dajti). Dajti breder ut sig över en area av 3300 hektar.
Dajti är en del av Krujakedjan, som sträcker sig mellan Shkodra i norr och Tirana i söder.